# Ilonka Elmont
Ilonka Giovanna Elmont (Paramaribo, 11 september 1974) is een voormalig Nederlands-Surinaams Muay Thai-kickbokser en zevenvoudig wereldkampioen in de gewichtsklasse 50.80 kg - 52.16 kg.

## Biografie
Ilonka Elmont werd geboren in Paramaribo en is op jonge leeftijd naar Amsterdam-Nederland verhuisd. Zij vocht onder Lucien Carbin die haar binnen één jaar Nederlands, Europees en Wereldkampioen in het thaiboksen maakte.
Haar sportcarrière begon bij de Fighting Factory Carbin (FFC) Gym, in Amsterdam, Nederland. Lucien Carbin, voormalig wereldkampioen, hielp haar zich verder te ontwikkelen. Ze staat in de vechtsportwereld bekend als de Killer Queen vanwege haar agressieve onorthodoxe vechtstijl. Ze is een technisch all-round complete vechtster die vooral bekend stond om haar felle en snelle combinaties, krachtige trappen en scherpe knieën. 
Zij heeft in totaal 44 gevechten gevochten waarvan ze er 40 won (17 met knock-out), 3 keer verloor en 1 keer gelijk speelde. Haar bijnaam is The Killer Queen.
In 2006 richtte ze de "Ilonka Elmont Foundation" op. Ze is ervan overtuigd dat sport en bewegen bijdraagt aan zowel de karaktervorming van een kind, het geven en krijgen van respect, en het nastreven van doelen. Elmont is Ambassadeur van de Stichting. De Special van de Ilonka Elmont Foundation richt zich speciaal op kinderen met een beperking. De stichting probeert dit te bereiken door sportdagen te organiseren met speciaal op deze kinderen gerichte spellen. Een voorbeeld is het Ready & Able Project dat samen met de Caribbean Sports and Development Agency (CSDA) wordt gedraaid. Bij het organiseren van de sportdagen krijgt de Ilonka Elmont Foundation ondersteuning van het Bureau Speciaal Onderwijs (Ministerie van Onderwijs) en de Regional Sports Academy.
In 2018 werd ze voorzitter van de Surinaamse Thaiboks Bond. Een jaar later trad ze met het voltallige bestuur af uit protest tegen het besluit dat tegen het besluit van dc Mike Nerkust om niet langer vergunningen af te geven voor de thaibokswedstrijden in Paramaribo-Noordoost.

## Titels
- Wereldkampioen WPKL –50,8KG
- Wereldkampioen IMKO –51,0KG
- Wereldkampioen IMKO –50,8KG
- Wereldkampioen WPKL -52,1KG
- Wereldkampioen WMTC –51,5KG
- Wereldkampioen WPKL –50,8KG
- Wereldkampioen WMTC –51,5KG
- Europees kampioen EPMTF –50,8KG
- Nederlands kampioen NKBB –50,8KG
- Nederlands kampioen MTBN –52,1KG